# Albino Jara
 Albino Jara Benegas (ur. 28 lutego 1877 w Luque, zm. 15 maja 1912 w Asunción) – paragwajski polityk, prezydent kraju od 19 stycznia do 5 lipca 1911.